# 高超道
高超道（英語：Ko Chiu Road）為香港一條位於油塘的街道，始於鯉魚門道，終於茶果嶺道。前高超道邨以此街道命名。2017年，為配合港鐵油塘高超道通風樓物業發展項目，道路將進行改善工程。2018年，港鐵宣佈該路段的通風樓物業以招標形式興建社局、購物和休憩設施。
高超道也是運輸署在油塘指定的駕駛考試路線之一，可進行私家車和輕型貨車路試（丙部），以考取香港駕駛執照，其中茶果嶺道至迴旋處一段為3條考試路線的必經之路。

## 附近建築物
- 聖安當女書院（高超道1號）
- 佛教何南金中學（高超道3號）
- 高俊苑（高超道23號）
- 高怡邨（高超道28號）
- 朗譽（高超道29號）
- 高翔苑（高超道32號）
- 鯉魚門邨（高超道33號）
- 油塘中心
- 大本型（高超道38號）
- 高曦苑
- 未命名居屋
- 嶺南古廟（高超道63號至73號）

## 交界道路
- 鯉魚門道
- 高超徑
- 碧雲道
- 鯉魚門道
- 欣榮街
- 茶果嶺道

## 外部連結
- 昔日高超道村街坊會 （页面存档备份，存于）
- 高超道 - 香港巴士大典 （页面存档备份，存于）